# Conophytum bolusiae
Conophytum bolusiae är en isörtsväxtart. Conophytum bolusiae ingår i släktet Conophytum, och familjen isörtsväxter.

## Underarter
Arten delas in i följande underarter:
- C. b. bolusiae
- C. b. primavernum